# 中華廣場 (澳門)
中華廣場（葡萄牙語：Edifício China Plaza），是位於澳門半島中區，南灣大馬路和約翰四世大馬路交界的一棟商業大廈，落成於1995年。大廈樓高23層，包括寫字樓和零售商舖，另設共5層的地庫停車場。
建築物所處的土地原來是南灣水面，1930年代填海而成。在改建前為聖若瑟教區中學的一處校舍。目前警察總局、身份證明局、新聞局、博彩監察協調局和個人資料保護局在該大廈辦公，交通事務局在此設有服務專區（2022年6月遷回馬交石交通事務局大樓），市政署的綜合服務中心、現金分享計劃輔助中心及部分組織附屬單位亦設於該大廈內。